# Helicoconis (Fontenellea) salti
Helicoconis (Fontenellea) salti is een insect uit de familie van de dwerggaasvliegen (Coniopterygidae), die tot de orde netvleugeligen (Neuroptera) behoort. 
Helicoconis (Fontenellea) salti is voor het eerst wetenschappelijk beschreven door Kimmins in 1950.